# 郑丕尧
郑丕尧（1919年—1994年），男，山东淄博人，中国作物栽培学家、农业教育家，曾任北京农业大学教授、博士生导师。